# Изоре, Ремигий
Реми́гий Изоре́ (фр. Rémy Isoré, 22 января 1852, Bambecque — 19 июня 1900) — святой Римско-Католической Церкви, священник, член монашеского ордена иезуитов, мученик.

## Биография
В 1871 году Ремигий Изоре поступил на обучение в Высшую духовную семинарию в Камбре. После двух лет обучения его направили работать преподавателем в начальную школу в Рубе. В 1876 году Ремигий Изоре вступил в монашеский орден иезуитов.
В 1882 году его отправили на миссию в Китай в провинцию Хэбэй. 31 июля 1886 года он был рукоположён в священника вместе с Леоном Манженом в католическом соборе города Сианя.
19 июня 1900 года Ремигий Изоре был убит вместе со священником Модестом Андлауэром во время Ихэтуаньского восстания.

## Прославление
Ремигий Изоре был беатифицирован 17 апреля 1955 года папой Пием XII и канонизирован 1 октября 2000 года папой Иоанном Павлом II вместе с группой 120 китайских мучеников.
День памяти в Католической Церкви — 9 июля.

## Источник
- George G. Christian OP, Augustine Zhao Rong and Companions, Martyrs of China, 2005, стр. 64 (недоступная ссылка)